# Institut d'Estudis Polítics de Saint-Germain-en-Laye
L'Institut d'Estudis Polítics de Saint-Germain-en-Laye (conegut com a Sciences Po Saint-Germain-en-Laye) va ser fundat el 2013. És un prestigiós establiment públic francès d'ensenyament superior situat a la ciutat de Saint-Germain-en-Laye. És un dels 10 instituts d'estudis polítics de França, i forma part per tant de les grans escoles. El seu director és Céline Braconnier.
L'escola és coneguda pels seus graus en la ciència política, l'administració, l'economia, la geopolítica, ciències humanes i socials.